# Norops hobartsmithi
Norops hobartsmithi är en ödleart som beskrevs av  Nieto-montes De Oca 200. Norops hobartsmithi ingår i släktet Norops och familjen Polychrotidae. IUCN kategoriserar arten globalt som starkt hotad. Inga underarter finns listade i Catalogue of Life.